# گایسویلر
گایسویلر (به فرانسوی: Geiswiller) یک کمون در فرانسه با جمعیت ۲۱۱ نفر است که در Canton of Hochfelden واقع شده‌است.